# 금탑사
금탑사(金塔寺)는 전라남도 고흥군 포두면 봉림리 천등산 기슭에 있는 사찰이다.
신라 문무왕 때 원효가 지었으며, 절을 지을 때 금탑이 있었다 하여 금탑사로 칭하였다고 한다. 조선 정유재란 때 불탔고, 선조 37년에 재건하였다고 한다. 그리고 헌종 12년에 중수한 기록이 있다.

## 소장 문화재
- 고흥 금탑사 괘불탱 - 보물 제1344호
- 고흥 금탑사 극락전 - 전라남도 시도유형문화재 제102호